# Challenger de Shenzhen 2014
El Gemdale ATP Challenger 2014 fue un torneo de tenis profesional jugado en canchas de pista dura Se disputó la primera edición del torneo que formó parte del circuito ATP Challenger Tour 2014. Se llevó a cabo en Shenzhen, China entre el 21 y el 27 de abril de 2014.

## Jugadores participantes del cuadro de individuales
| Favorito | País                    | Jugador       | Rank1 | Posición en el torneo |
| -------- | ----------------------- | ------------- | ----- | --------------------- |
| 1        | Bandera de China Taipéi | Yen-Hsun Lu   | 52    | Semifinales           |
| 2        | Bandera de Eslovaquia   | Lukáš Lacko   | 98    | FINAL                 |
| 3        | Bandera de Japón        | Gō Soeda      | 136   | Primera ronda         |
| 4        | Bandera de Australia    | Samuel Groth  | 138   | Primera ronda         |
| 5        | Bandera de Japón        | Tatsuma Itō   | 145   | Cuartos de final      |
| 6        | Bandera de Japón        | Yūichi Sugita | 149   | Primera ronda         |
| 7        | Bandera de Eslovenia    | Grega Žemlja  | 164   | Primera ronda         |
| 8        | Bandera de Japón        | Hiroki Moriya | 174   | Semifinales           |

| Posición en el torneo   |
| ----------------------- |
| Primera y segunda ronda |
| Cuartos de final        |
| Semifinales             |
| FINAL                   |
| CAMPEÓN                 |

- 1 Se ha tomado en cuenta el ranking del día 7 de abril de 2014.

### Otros participantes
Los siguientes jugadores recibieron una invitación (wild card), por lo tanto ingresan directamente al cuadro principal (WC):
- Mao-Xin Gong
- Chuhan Wang
- Xin Gao
- Bowen Ouyang

Los siguientes jugadores ingresan al cuadro principal tras disputar el cuadro clasificatorio (Q):
- Jason Jung
- Shuichi Sekiguchi
- Dominik Meffert
- Nikola Mektić

Los siguientes jugadores ingresan al cuadro principal como perdedores afortunados (LL):
- Liang-Chi Huang

## Jugadores participantes en el cuadro de dobles

### Cabezas de serie
| Favorito | País                 | Jugador            | País                 | Jugador             | Rank1 | Posición en el torneo |
| -------- | -------------------- | ------------------ | -------------------- | ------------------- | ----- | --------------------- |
| 1        | Bandera de Australia | Samuel Groth       | Bandera de Australia | Chris Guccione      | 138   | CAMPEONES             |
| 2        | Bandera de Tailandia | Sanchai Ratiwatana | Bandera de Tailandia | Sonchat Ratiwatana  | 183   | Primera ronda         |
| 3        | Bandera de Australia | Alex Bolt          | Bandera de Australia | Andrew Whittington  | 206   | Cuartos de final      |
| 4        | Bandera de Rusia     | Victor Baluda      | Bandera de Rusia     | Konstantín Kravchuk | 225   | Cuartos de final      |

- 1 Se ha tomado en cuenta el ranking del día 14 de abril de 2014.

## Campeones

### Individual Masculino
- Gilles Müller derrotó en la final a  Lukáš Lacko por 7–64, 6–3

### Dobles Masculino
- Samuel Groth /  Chris Guccione derrotaron en la final a  Dominik Meffert /  Tim Puetz por 6-3 y 7-65.